# ديك سانت جون
ديك سانت جون (بالإنجليزية: Dick St. John)‏ هو مغني أمريكي، ولد في 2 ديسمبر 1941 في سانتا مونيكا في الولايات المتحدة، وتوفي في 27 ديسمبر 2003 في UCLA Santa Monica Medical Center ‏ في الولايات المتحدة.

## وصلات خارجية
- ديك سانت جون على موقع IMDb (الإنجليزية)
- ديك سانت جون على موقع ميوزك برينز (الإنجليزية)
- ديك سانت جون على موقع أول ميوزيك (الإنجليزية)
- ديك سانت جون على موقع أول ميوزيك (الإنجليزية)
- ديك سانت جون على موقع ديسكوغز (الإنجليزية)
- ديك سانت جون على موقع ديسكوغز (الإنجليزية)